# Салигін Васілій Вікторовіч
Салигін Васілій Вікторовіч (нар. 2 червня 1957, Харків) — український політик, державний службовець, партійний діяч, меценат. Народний депутат України III—IV скликань, голова Харківської обласної ради протягом 2006—2008 рр. Заслужений економіст України.

## Біографія
Народився 2 червня 1957 року у місті Харкові.

## Освіта
1974—1977 рр. — навчання в Харківському автодорожньому інституті.
У 1995 році закінчив економічний факультет Харківського державного університету за спеціальністю «Фінанси та кредит».

## Кар'єра
1977—1979 рр. — строкова служба в Збройних Силах.
1979—1980 рр. — продовження навчання в Харківському автодорожньому інституті.
1981—1985 рр. — майстер, старший майстер Харківського ремонтно-механічного заводу.
1985—1989 рр. — водій — заготівельник ВЗСО «Харківвторресурси».
1989—1993 рр. — голова кооперативу «Полюс».
З початку 1990-х років учасник благодійних проєктів: будівництво дитячих будинків, допомога церкви тощо.
1993—1994 рр. — віце — президент ЗАТ «Гея».
1994—1997 рр. — представник фірми «Тривертон Інтернешнл Лімітед».
1997—1998 рр. — голова агропромислової фірми «Відродження».
1998—2002 рр. — Народний депутат України III скликання, обраний по виборчому округу № 171, Харківська область, заступник голови Комітету з питань паливно — енергетичного комплексу, ядерної політики та ядерної безпеки. Позапартійний на момент виборів. Член фракції Народно — демократичної партії.
2002—2006 рр. — народний депутат України IV скликання (обраний по виборчому округу № 172, Харківська область), член Комітету з питань паливно-енергетичного комплексу, ядерної політики та ядерної безпеки.
У квітні 2006 року — склав присягу посадової особи місцевого самоврядування. Присвоєно 1 ранг посадової особи місцевого самоврядування.
Квітень 2006 року по жовтень 2008 року — голова Харківської обласної ради. Обраний 28 квітня 2006 року, пішов з посади 7 жовтня 2008 року
Харківська облрада під керівництвом Василя Салигіна ввела процедуру присвоєння звання «Почесний житель Харківської області». Серед перших відзначених цим званням Олександр Масельський (посмертно), Митрополит Харківський і Богодухівський Никодим, відомий бізнесмен і меценат Олександр Ярославський та інші заслужені представники бізнесу, науки, спорту та інші. Також за клопотанням Харківської облради під керівництвом Василя Салигіна президент України присвоїв губернатору Харківської області Олександру Масельському звання «Герой України» (посмертно), а меморіалу «Висота маршала Конєва» (зараз Національний музей воєнної історії Слобожанщини) був присвоєний статус національного.
2008 року — представник України в Палаті регіонів Конгресу місцевих та регіональних влад, член Інституціонального комітету Ради Європи.
2008 року по квітень 2010 року — помічник — консультант народного депутата України.
Квітень 2010 року по травень 2012 року — заступник голови, радник голови Державної митної служби України.
Червень 2012 року — призначений на посаду заступника губернатора Сумської області.
Грудень 2012 року по травень 2014 року — помічник-консультант народного депутата.
2015 року по червень 2017 року — працював президентом товариства «Укренергопроект».
Червень 2017 року — завершив трудову діяльність. Надає приватні консультації.

## Особисті дані

### Звання, нагороди
- орден «За заслуги» II ступеня;
- орден «За заслуги» III ступеня;
- Почесна грамота Верховної Ради України;[2][3]

### Нагороджений
- орденом Української Православної Церкви «Святого Рівноапостольного Великого Князя Володимира» I ступеня;
- орденом Української Православної Церкви «Святого Рівноапостольного Великого Князя Володимира» II ступеня;
- орденом Української Православної Церкви «Святого Рівноапостольного Князя Володимира» ІІІ ступеня;
- орденом Української Православної Церкви «Преподобного Антонія та Феодосія Печерських» II ступеня;
- орденом Української Православної Церкви «Преподобного Нестора-Літописця» ІІ ступеня;
- орденом Української Православної Церкви «Преподобного Нестора-Літописця» ІІІ ступеня;
- орденом «Різдво Христове 2000» І ступеня;
- почесною відзнакою Харківської обласної ради «Слобожанська слава»;
- відзнакою Міністерства внутрішніх справ України «Хрест слави»;
- відзнакою Міністерства внутрішніх справ України «Закон і честь»;
- відзнакою Міністерства внутрішніх справ України «За сприяння органам внутрішніх справ України»;
- нагрудним почесним знаком Міністерства внутрішніх справ України;
- премією МВС України «За розвиток науки, техніки та освіти» ІІ ступеня;
- відзнакою МВС України «10 років внутрішнім військам МВС України»;
- нагрудним знаком Державної податкової адміністрації України «За честь і службу»;
- почесною відзнакою ДПА у Харківській області «За сприяння органам Державної податкової служби»;
- медаллю Маршала авіації тричі Героя Радянського Союзу Івана Микитовича Кожедуба;
- орденом всеукраїнської організації «Союз Чорнобиль Україна» «Чорнобильський Хрест: Мужність. Честь. Гуманність»;
- медаллю Української спілки ветеранів Афганістану (воїнів-інтернаціоналістів) «За заслуги» ІІ ступеня.[2][3]

### Особисте життя
Одружений. Дружина — Салигіна Юлія Володимирівна, відома модель, учасниця міжнародних показів, володарка титулу «Королева Харкова», переможниця багатьох конкурсів краси. Має сімох дітей, трьох від першого шлюбу з Наталею Салигіною (Віктор, 1981 р.н., Катерина, 1987 р.н. і Марія, 1995 р.н.). і четверо від другого шлюбу з Юлією Салигіною (Роман, 2005 р.н., Дарія, 2006 р.н., Поліна, 2009 р.н., Максим, 2018 р.н.).
В останні кілька років проживає з сім'єю переважно в США, займається вихованням дітей і двох онуків: Маркуса (2014 р.н.) і Метью (2018 р.н.).